# Rio Ibañez
Rio Ibañez är en kommun i Chile.   Den ligger i provinsen Provincia General Carrera och regionen Región de Aisén, i den södra delen av landet, 1 400 km söder om huvudstaden Santiago de Chile.
I omgivningarna runt Rio Ibañez växer i huvudsak blandskog. Trakten runt Rio Ibañez är nära nog obefolkad, med mindre än två invånare per kvadratkilometer.